# Terreiro Aganjú Didê
O Terreiro Aganjú Didê, também conhecido como Terreiro Ici Mimó, é um templo de candomblé de nação Nagô Tedô e tem como patrono o orixá Xangô. O terreiro foi fundado em 1913 por Judith Ferreira do Sacramento e está localizado na cidade de Cachoeira, no estado brasileiro da Bahia. É um patrimônio imaterial estadual, tombado pelo Instituto do Patrimônio Artístico e Cultural da Bahia (IPAC), no ano de 2014, sob o processo de nº 0607120026056/12. E está em tombamento provisório emergencial, pelo Instituto do Patrimônio Histórico e Artístico Nacional (IPHAN), sob o processo de nº 1793-T-16.

## História
Em 1913, Judith Ferreira do Sacramento compra um terreno situado na Terra Vermelha, na cidade baiana de Cachoeira, que pertencia à Companhia União Fabril da Bahia, e funda o Terreiro Aganjú Didê, que está estabelecido neste local até os dias atuais.
No ano de 1917, Mãe Judith abre o terreiro ao público, convidando amigos e clientes para uma festividade no terreiro, em um período que as religiões afro-brasileira sofriam perseguições. Houve revolta por uma parte da sociedade de Cachoeira e da imprensa com relação ao convite de Mãe Judith. Mãe Judith veio a falecer no ano de 1940.

## Crimes de intolerância religiosa
Ainda em 2020, o terreiro passou por alguns atos de violência, sendo invadido por homens armados, funcionários do Grupo Penha, empresa de papel e celulose de Santo Amaro, que acessaram a propriedade cortando a cerca que delimita o terreno, disparando tiros para o alto e quebrando objetos sagrados.

## Patrimônio cultural
| “                   | No dia 19 de novembro de 2014, às 17h30, no Salão de Atos Baianas de Acarajé, da Governadoria, localizado no Centro Administrativo da Bahia, o então Governador da Bahia, Jaques Wagner, com a presença de várias autoridades e representantes dos terreiros, assinou os dez decretos de Registro Especial, tornando os terreiros Asepò Erán Opé Olùwa – Viva Deus, Aganjú Didê – Ici Mimó, Loba’Nekun, Loba’Nekun Filha, Humpame Ayono Huntoloji, Ilê Axé Itaylê, Inzo Incossi Mukumbi Dendezeiro, Ogodô Dey, Raiz de Ayrá e Ilê Axé Ogunjá, Patrimônio Imaterial do Estado da Bahia. | ” |
| — IPAC, 2015, p. 21 | |   |

 No ano de 2020, o Terreiro Aganjú Didê, juntamente com os terreiros Viva Deus, Humpame Ayono Huntóloji, Ilê Axé Itaylê, Ilê Axé Ogunjá, Inzo Nkosi Mukumbi Dendezeiro, Raiz de Ayrá, Ogodô Dey, Loba’Nekun Casa de Oração e Loba’Nekun Filho, foram contemplados com novecentos mil reais, através do edital público Salvaguarda Patrimônio Imaterial, do Instituto do Patrimônio Artístico e Cultural da Bahia (IPAC), para realizar uma ação coletiva de salvaguarda com produção de documentário, portal virtual, plano planialtimétrico, publicação impressa e plano de salvaguarda.

## Ialorixás e babalorixás
- Judith Ferreira do Sacramento (1913 a 1940) — fundadora;[2]
- Marcos;[2]
- Mãe Chica;[2]
- Maria Guilhermina;[2]
- Antônio Gomes da Silva;[2]
- Antônio dos Santos da Silva (desde 1998).[2]